# Paniova

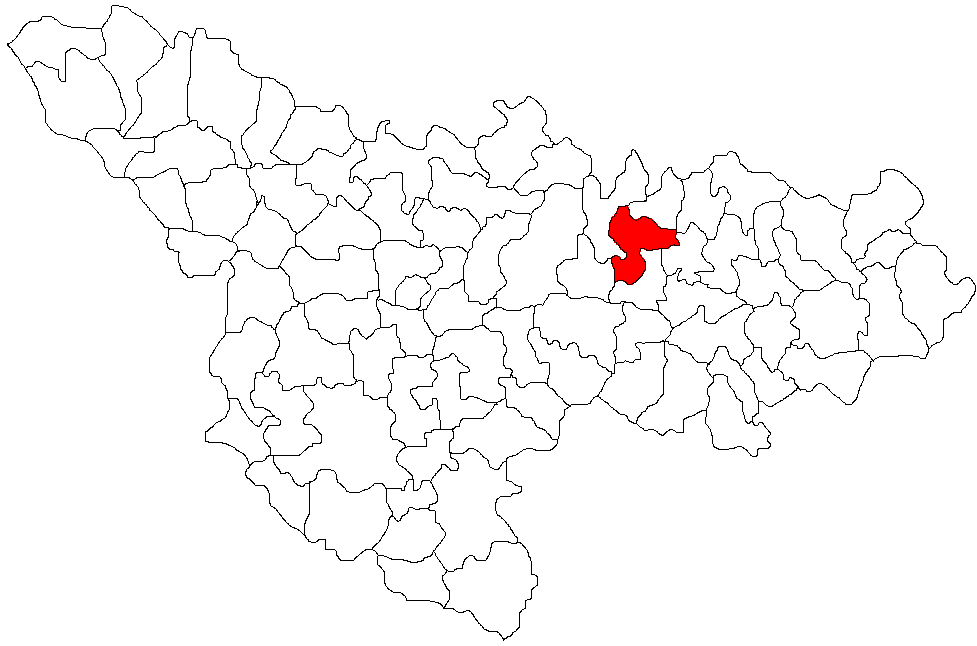
Lage der Gemeinde Ghizela im Kreis Timiș

Paniova (veraltet Bănești; deutsch Panjowa, ungarisch Panyo) ist ein Dorf im Kreis Timiș, Banat, Rumänien. Paniova gehört zur Gemeinde Ghizela.

## Geografische Lage
Paniova liegt nördlich von Ghizela, im Minischtal, in 23 km Entfernung von Lugoj, an der Kreisstraße DJ609A Belinț-Secaș.

## Nachbarorte
| Checheș | Crivobara                                   | Secaș      |
| Hisiaș  | Kompassrose, die auf Nachbargemeinden zeigt | Fădimac    |
| Ghizela | Babșa                                       | Târgoviște |

## Etymologie
Der Name der Ortschaft kommt von „Ban“ und „Joba“. Im Awarischen war ein „bajan“ ein Fürst, Herzog oder Führer eines Heeres. „Joba“ ein viel verbreiteter Personenname.

## Geschichte
Paniova ist der älteste Ort der Umgebung. Es soll ihn schon in der Awarenzeit im 8. Jahrhundert gegeben haben. Er war damals von Serben bewohnt. Später kamen rumänische Familien hinzu. Schriftlich nachgewiesen gab es den Ort schon 1711.
Auf der Josephinischen Landaufnahme von 1717, war Bangeva mit 20 Häuser eingetragen und gehörte zum Distrikt Făget.
Der Gutsherr Csernovics verkaufte einen Teil des Gutes an die Temeswarer Bank. Diese parzellierte den Grund und Boden und verkaufte ihn 1896 an 90 deutsche Familien aus den umliegenden Banater Dörfer. So entstand im Verlauf der 10 darauffolgenden Jahre der deutsche Ortsteil von Paniova. Es wurden drei Hauptgassen und fünf Quergassen neu angelegt.
In der Zwischenkriegszeit gehörte Paniova zu dem Kreis Timiș-Torontal, Bezirk Recaș. Seit 1914 gehört der Ort zu der Gemeinde Ghizela. Nach der Dreiteilung des Banats am 4. Juni 1920 infolge des Vertrags von Trianon fiel Paniova an das Königreich Rumänien.

## Demografie
| 1880 | 402 | 377 | 7  | 12  | 6   |
| 1910 | 987 | 515 | 40 | 391 | 41  |
| 1930 | 924 | 477 | 5  | 275 | 167 |
| 1977 | 459 | 441 | -  | 10  | 8   |
| 2002 | 314 | 302 | 3  | -   | 9   |